# Kreiskulturhaus Murchin
Das Kreiskulturhaus war zur Zeit der DDR ein Kulturzentrum in Murchin, einer Gemeinde im Landkreis Vorpommern-Greifswald (Mecklenburg-Vorpommern). Es steht unter Denkmalschutz.

## Geschichte

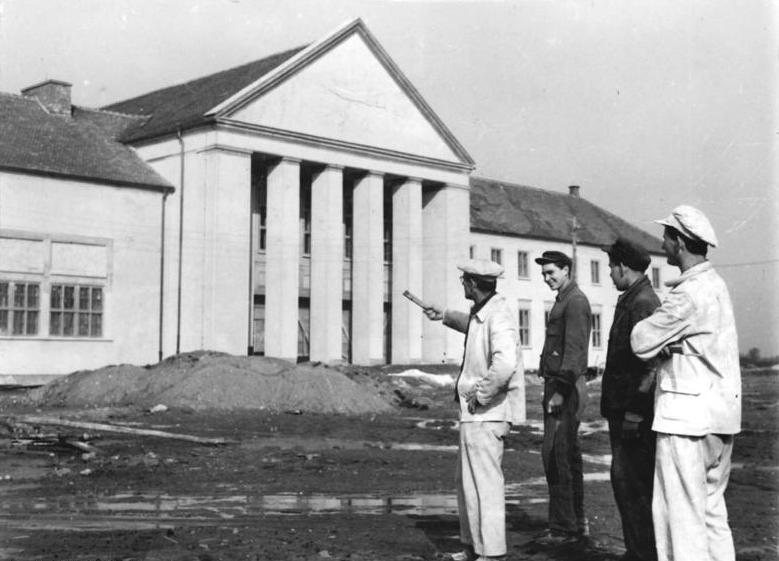
Das Kulturhaus vor der Fertigstellung

In den 1950er Jahren gab die Regierung der DDR die Losung „Kultur auf´s Land“ aus. Das Ziel war, in Zentralorten vom Staat geförderte Stätten aufzubauen, um Bildung, Unterhaltung und Geselligkeit zu fördern. Das Gebäude in Murchin diente als Prototyp für vergleichbare Bauten im heutigen Mecklenburg-Vorpommern, wie beispielsweise das Kulturhaus Mestlin mit seinem Einzugsgebiet Parchim und Schwerin. Das Gebäude in Murchin ging auf die erfolgreiche Arbeit der Mitarbeiter der Maschinen-Traktoren-Station (MTS) zurück, die in den Jahren 1950 und 1951 die Wanderfahne des Ministerrates der DDR erhielten. Paul Scholz, stellvertretender Vorsitzender des Ministerrates und Minister für Land- und Forstwirtschaft der DDR, setzte sich für den Neubau eines Kulturhauses in Murchin ein, um für die Region um Anklam ein vergleichbares Zentrum zu schaffen.
Das Gebäude entstand in den Jahren 1952 bis 1954 unter der Leitung von Gräning und Goltzow. Der Prachtbau konnte am 1. Mai 1954 als seinerzeit größter MTS-Kulturpalast eröffnet werden. Er erhielt den Namen des kommunistischen Politikers und stalinistischen Diktators in Ungarn Mátyás Rákosi. Ab 1964 nutzte man es als Kreiskulturhaus für die Region um Anklam. Nach der Wende firmierte es einige Jahre als Großraumdiskothek unter dem Namen Hyperdome. Seit dem Jahr 2002 stand das Gebäude leer und verfiel zusehends.
Am 23. Mai 2019 teilte die Ostsee-Zeitung mit, dass das Kreiskulturhaus Murchin am 25. Mai versteigert wird. In einer Versteigerung der Norddeutschen Grundstücksauktion in Rostock soll das sanierfällige Kulturhaus samt dem 18.000 Quadratmeter großen Grundstück zu einem Mindestgebot von 10.000 Euro unter den Hammer kommen.
2021 war das Kreiskulturhaus einer der Drehorte für den TV-Kriminalfilm Der Usedom-Krimi: Entführt.
Nach dem Tod des bisherigen Besitzers wurde das Haus Anfang 2024 erneut zum Kauf angeboten.
Die neuen Besitzer haben ihre Wurzeln in Mecklenburg-Vorpommern und wollen es wieder zu einem echten Kulturhaus werden lassen.

## Architektur
Der zweigeschossige Putzbau entstand im Stil des
Sozialistischen Klassizismus mit einem T-förmigen Grundriss und einem Walmdach. Die Hauptfassade wird von einem portikusartigen Mittelrisalit mit einer Freitreppe und parallel angeordneten Fensterreihen über beide Geschosse gegliedert. Architektonisch orientiert sich das Gebäude am Festspielhaus Hellerau. An der linken Fassadenfront befindet sich ein Relief von Walter Bullert mit dem Titel „Die Arbeit der Landwirtschaft in den vier Jahreszeiten“. Es zeigt, wie Landwirte ihren Acker bestellen, Getreide aussäen und ernten sowie daraus Mehl produzieren.
Im Innern befanden sich Wandmalereien von Herbert Wegehaupt, Oskar Manigk und Manfred Kandt, die auf die deutsch-ungarische Freundschaft abzielten.

## Einzelbelege
1. ↑  Birgit Sander: Ab 10 000 Euro: Einstiger DDR-Kulturpalast in Murchin steht zum Verkauf In: Ostsee-Zeitung vom 23. Mai 2019.
2. ↑  Anne-Marie Maaß: DDR-Immobilie: Murchiner Kulturhaus wird in Rostock versteigert In: Nordkurier vom 24. Mai 2019.
3. ↑  Dreharbeiten: Murchiner Kulturhaus dient als Kulisse für Usedom-Krimi | Nordkurier.de. 25. November 2020, abgerufen am 29. November 2021.
4. ↑  Matthias Diekhoff: Besitzer tot – Preis verdoppelt: DDR-Kulturhaus erneut zu verkaufen. 5. Februar 2024, abgerufen am 29. März 2024.
5. ↑  Mareike Klinkenberg: Erst DDR-Kulturhaus, dann Kult-Disko: Neue Pläne für riesige Immobilie kurz vor Usedom. 12. Februar 2025, abgerufen am 25. Juni 2025.